# Скарсдейл (Нью-Йорк)
Скарсдейл (англ. Scarsdale) — селище (англ. village) в США, в окрузі Вестчестер штату Нью-Йорк. Населення — 18 253 особи (2020).

## Географія
Скарсдейл розташований за координатами 40°59′31″ пн. ш. 73°46′50″ зх. д. / 40.99194° пн. ш. 73.78056° зх. д. (40.992048, -73.780629). За даними Бюро перепису населення США в 2010 році селище мало площу 17,27 км², з яких 17,25 км² — суходіл та 0,02 км² — водойми.

### Клімат
| Клімат : Скарсдейл      | Клімат : Скарсдейл | Клімат : Скарсдейл | Клімат : Скарсдейл | Клімат : Скарсдейл | Клімат : Скарсдейл | Клімат : Скарсдейл | Клімат : Скарсдейл | Клімат : Скарсдейл | Клімат : Скарсдейл | Клімат : Скарсдейл | Клімат : Скарсдейл | Клімат : Скарсдейл | Клімат : Скарсдейл |
| Показник                | Січ.               | Лют.               | Бер.               | Квіт.              | Трав.              | Черв.              | Лип.               | Серп.              | Вер.               | Жовт.              | Лист.              | Груд.              | Рік                |
| Абсолютний максимум, °C | 22,8               | 23,9               | 30,0               | 35,6               | 36,1               | 37,2               | 40,0               | 38,9               | 38,3               | 31,7               | 27,8               | 25,0               | 40,0               |
| Середній максимум, °C   | 4,0                | 6,1                | 10,8               | 17,0               | 23,2               | 27,6               | 30,0               | 28,8               | 24,5               | 18,6               | 12,8               | 6,6                | 17,5               |
| Середній мінімум, °C    | −6,6               | −5,4               | −1,6               | 3,6                | 8,4                | 13,8               | 16,8               | 16,0               | 11,7               | 5,1                | 1,4                | −3,6               | 5,0                |
| Абсолютний мінімум, °C  | −23,3              | −20,6              | −16,7              | −8,3               | −1,7               | 3,3                | 9,4                | 6,7                | 1,1                | −2,8               | −11,1              | −20                | −23,3              |
| Норма опадів, мм        | 90                 | 72                 | 103                | 106                | 110                | 87                 | 107                | 100                | 111                | 93                 | 104                | 97                 | 1180               |
| Днів з дощем            | 8,5                | 8,1                | 9,3                | 9,8                | 10,9               | 9,3                | 9,0                | 8,7                | 7,6                | 6,7                | 9,2                | 9,4                | 113,4              |
| ----------------------- | ------------------ | ------------------ | ------------------ | ------------------ | ------------------ | ------------------ | ------------------ | ------------------ | ------------------ | ------------------ | ------------------ | ------------------ | ------------------ |
| Джерело: Weatherbase    |                    |                    |                    |                    |                    |                    |                    |                    |                    |                    |                    |                    |                    |

## Демографія
Згідно з переписом 2010 року, у селищі мешкало 17 166 осіб у 5418 домогосподарствах у складі 4792 родин. Густота населення становила 994 особи/км². Було 5647 помешкань (327/км²).
Расовий склад населення:
| - 82,7 % — білих - 13,0 % — азіатів - 1,5 % — чорних або афроамериканців |

До двох чи більше рас належало 1,9 %. Частка іспаномовних становила 3,9 % від усіх жителів.
За віковим діапазоном населення розподілялося таким чином: 33,7 % — особи молодші 18 років, 52,4 % — особи у віці 18—64 років, 13,9 % — особи у віці 65 років та старші. Медіана віку мешканця становила 42,0 року. На 100 осіб жіночої статі у селищі припадало 95,1 чоловіків; на 100 жінок у віці від 18 років та старших — 91,9 чоловіків також старших 18 років.
Медіана доходів становила 215 197 доларів для чоловіків та 100 598 доларів для жінок. За межею бідності перебувало 2,3 % осіб, у тому числі 1,7 % дітей у віці до 18 років та 2,8 % осіб у віці 65 років та старших.
Цивільне працевлаштоване населення становило 7617 осіб. Основні галузі зайнятості: фінанси, страхування та нерухомість — 25,9 %, освіта, охорона здоров'я та соціальна допомога — 23,6 %, науковці, спеціалісти, менеджери — 23,5 %.

## Персоналії
- Лінда Маккартні (1941—1998) — фотографиня, музикантка.